# Müncheni Palaeontológiai Múzeum
A Müncheni Palaeontológiai Múzeum, németül Paläontologisches Museum München, München őslénytani múzeuma a Kunstareal München területén. A Bajor Állami Paleontológiai és Geológiai Gyűjtemény (Bayerische Staatssammlung für Paläontologie und Geologie) nyilvánosan látogatható része, csakúgy, mint a Müncheni Geológiai Múzeum. A két múzeum és anyaintézményük szorosan együttműködik a Lajos–Miksa Egyetemmel (más néven Universität München, LMU).

## Gyűjteményei
A múzeum a földi élővilág történetét mutatja be látványos kövületek révén. Egyik fő látványossága a Bajorországban, az Inn partján feltárt Gomphotherium őselefánt impozáns csontváza a bejárattal szemben. Különlegesség az Archaeopteryxnak, a madarak ősének egyik első megtalált kövülete a solnhofeni litográf pala lelőhelyről.

### Őshüllők

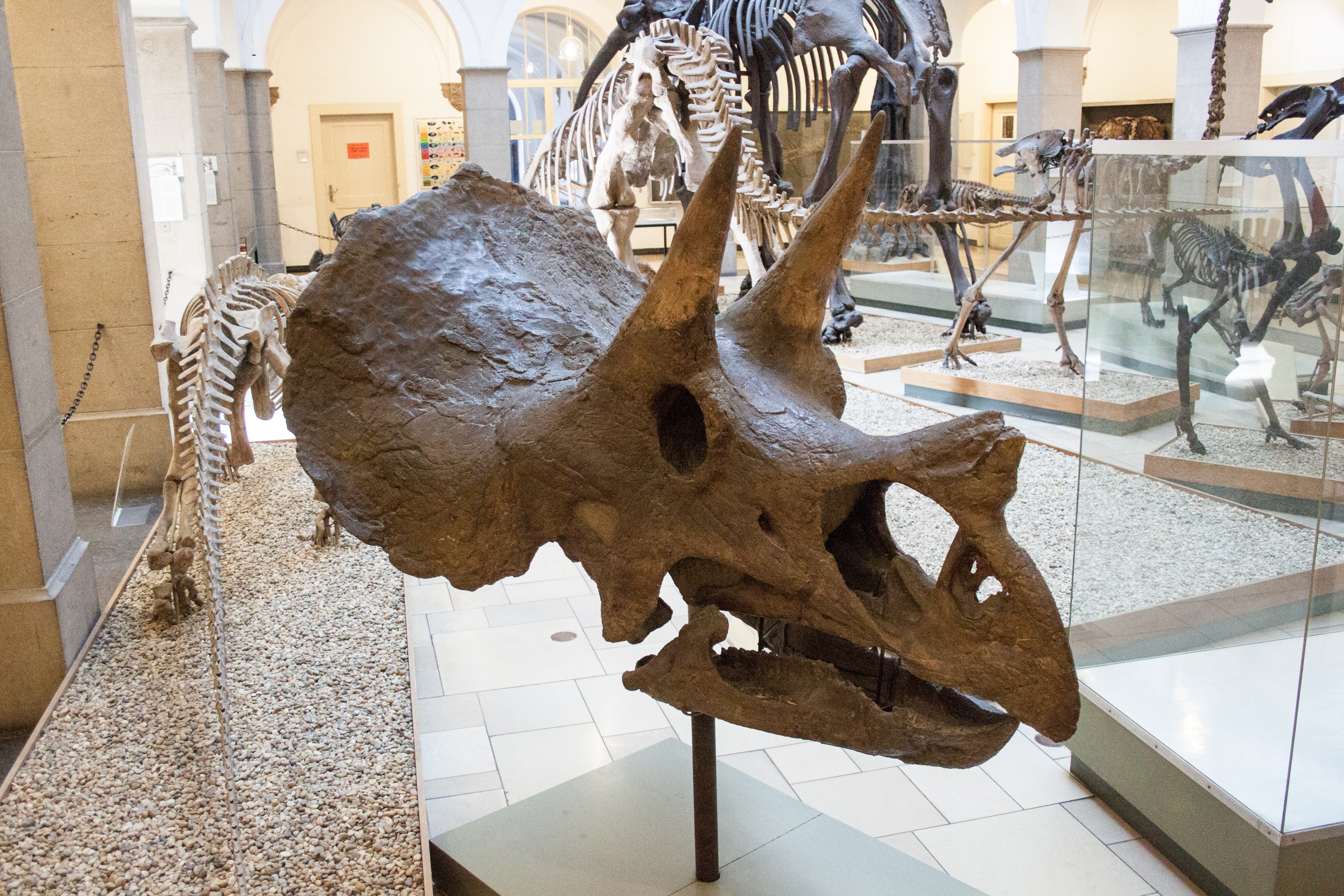
Triceratops koponyája
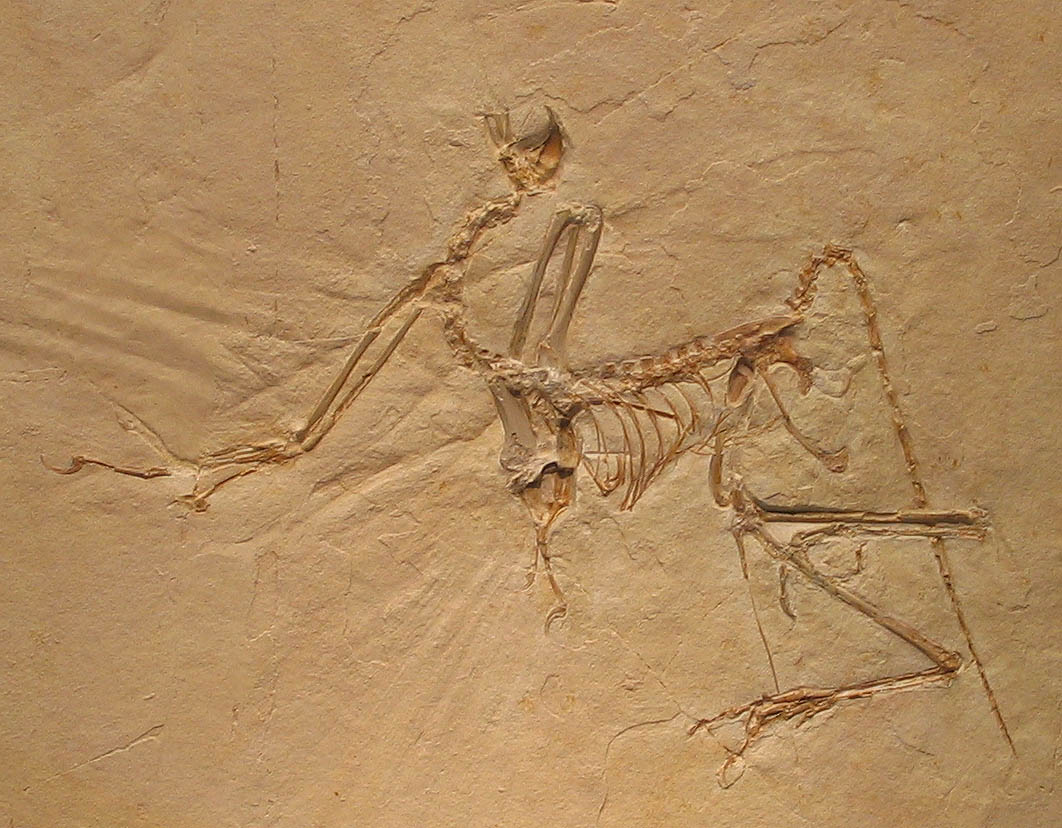
Archaeopteryx bavarica
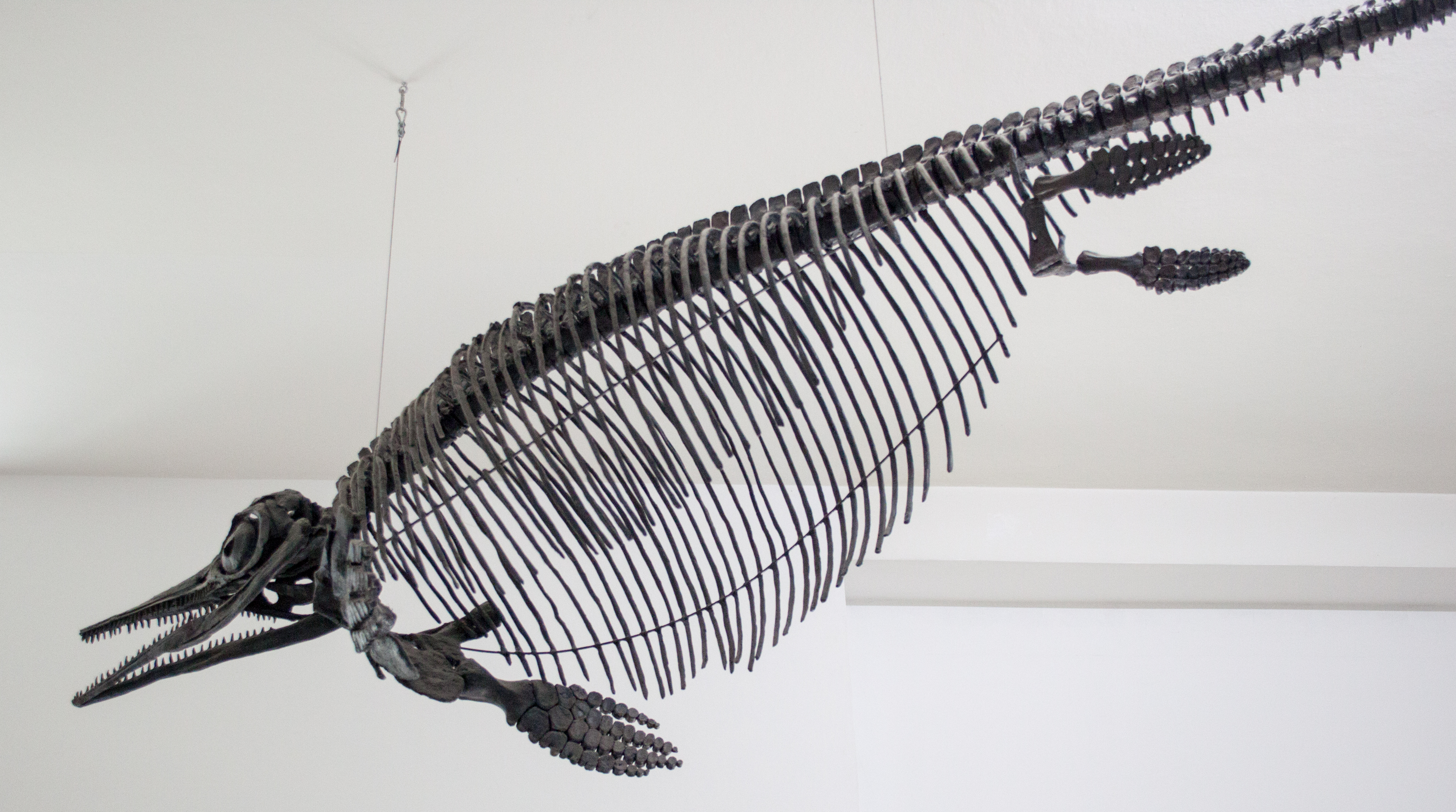
Halgyík
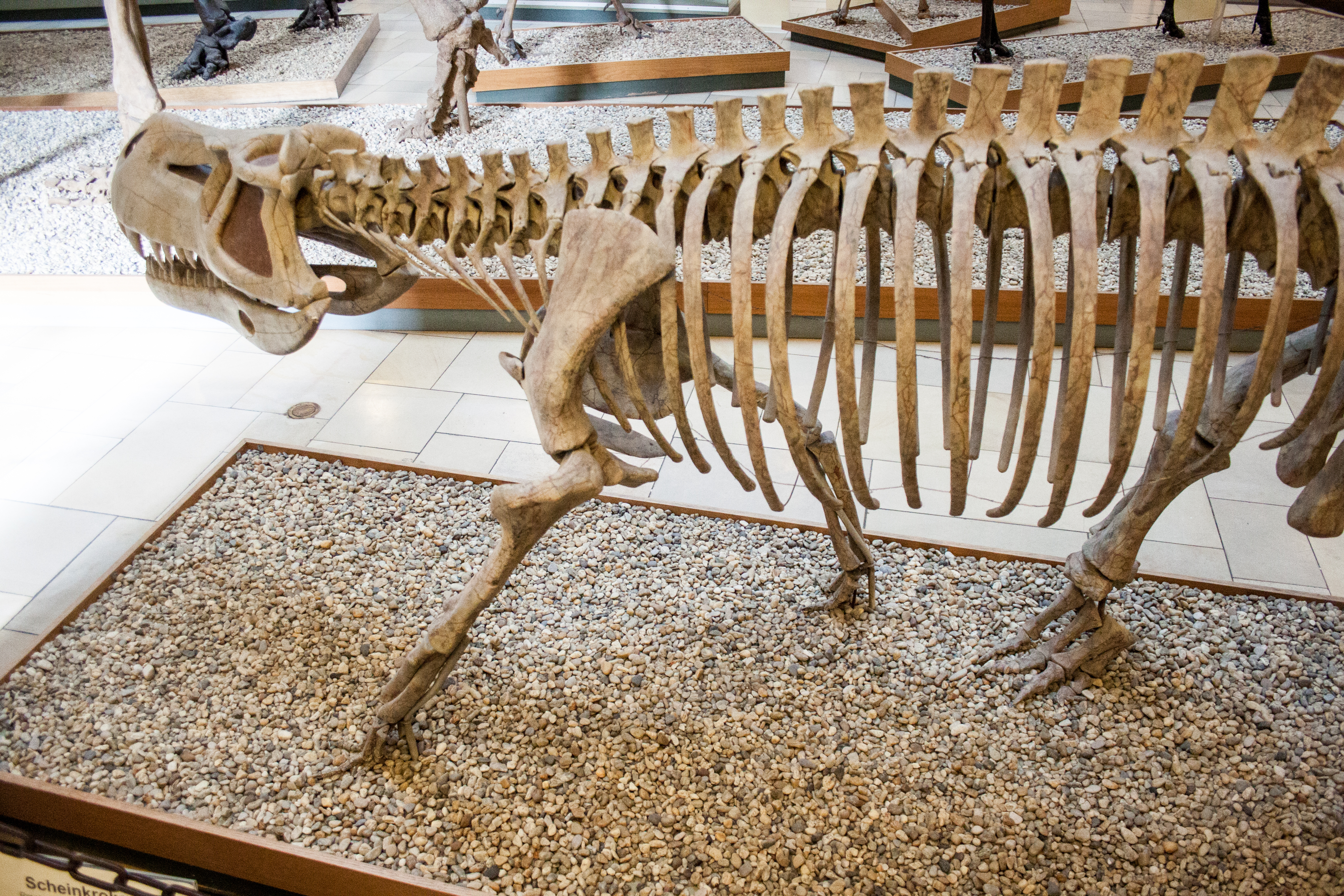
Prestosuchus

### Ősi emlősök

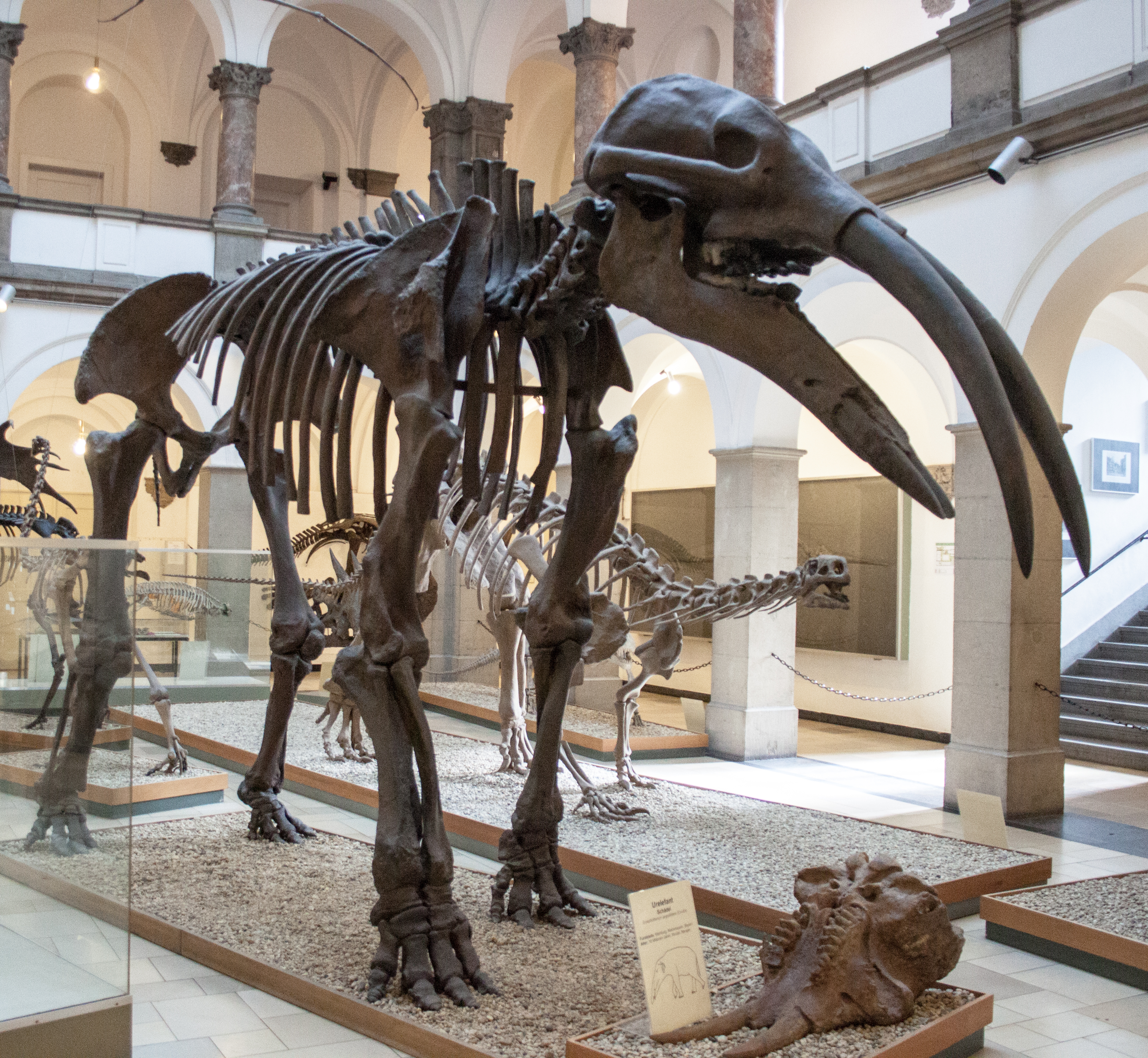
Őselefánt
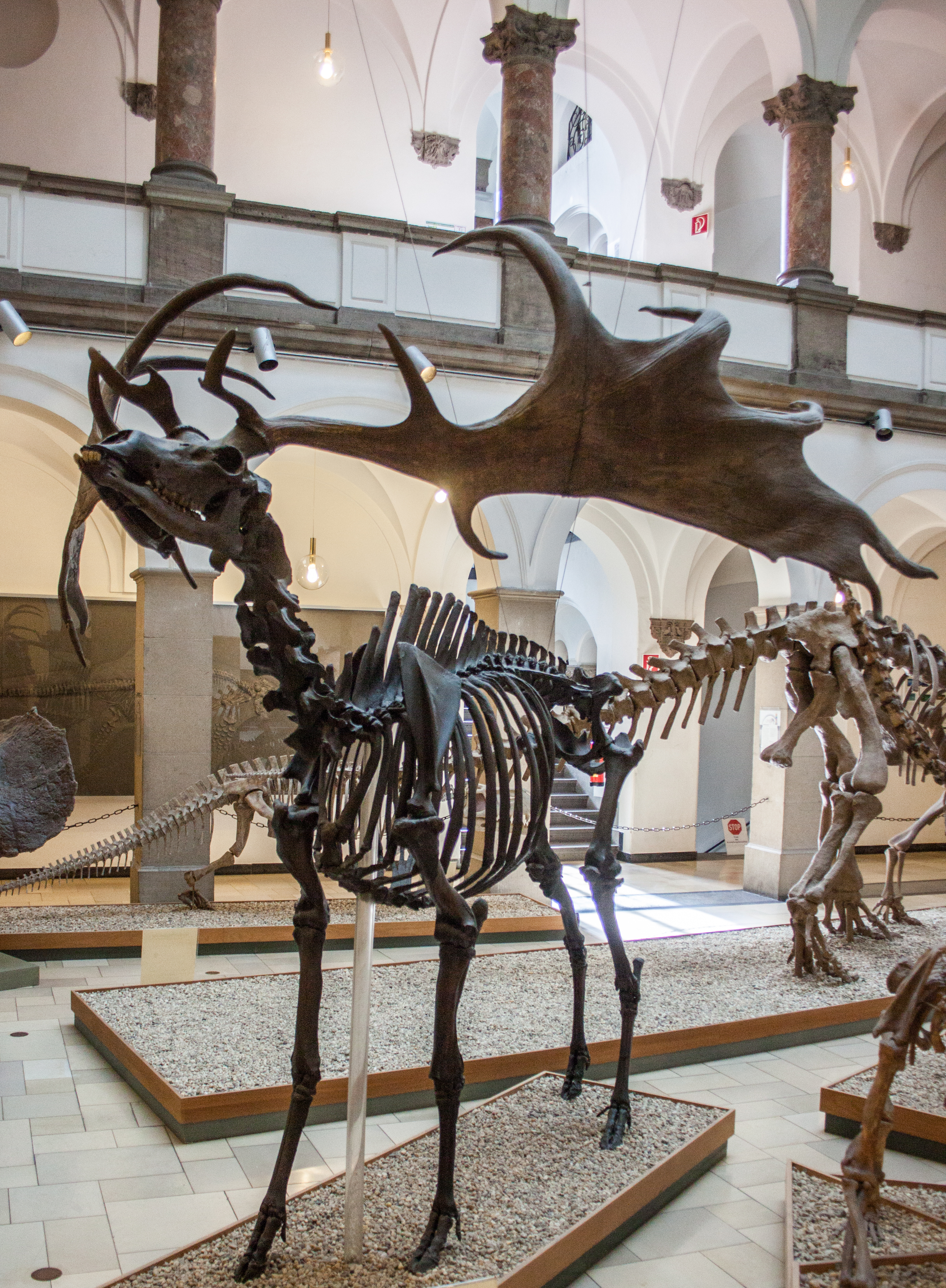
Óriásszarvas
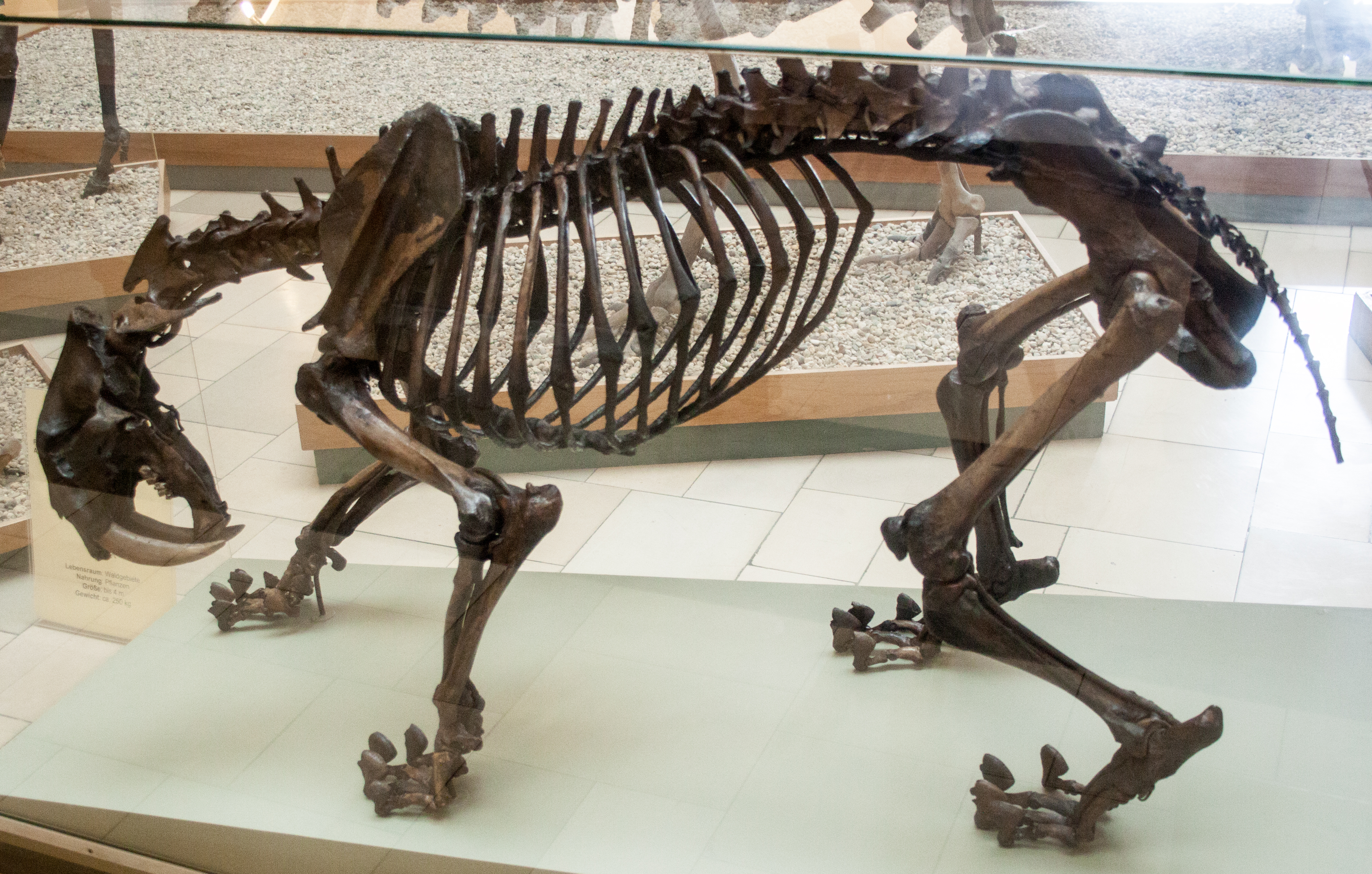
Kardfogú tigris
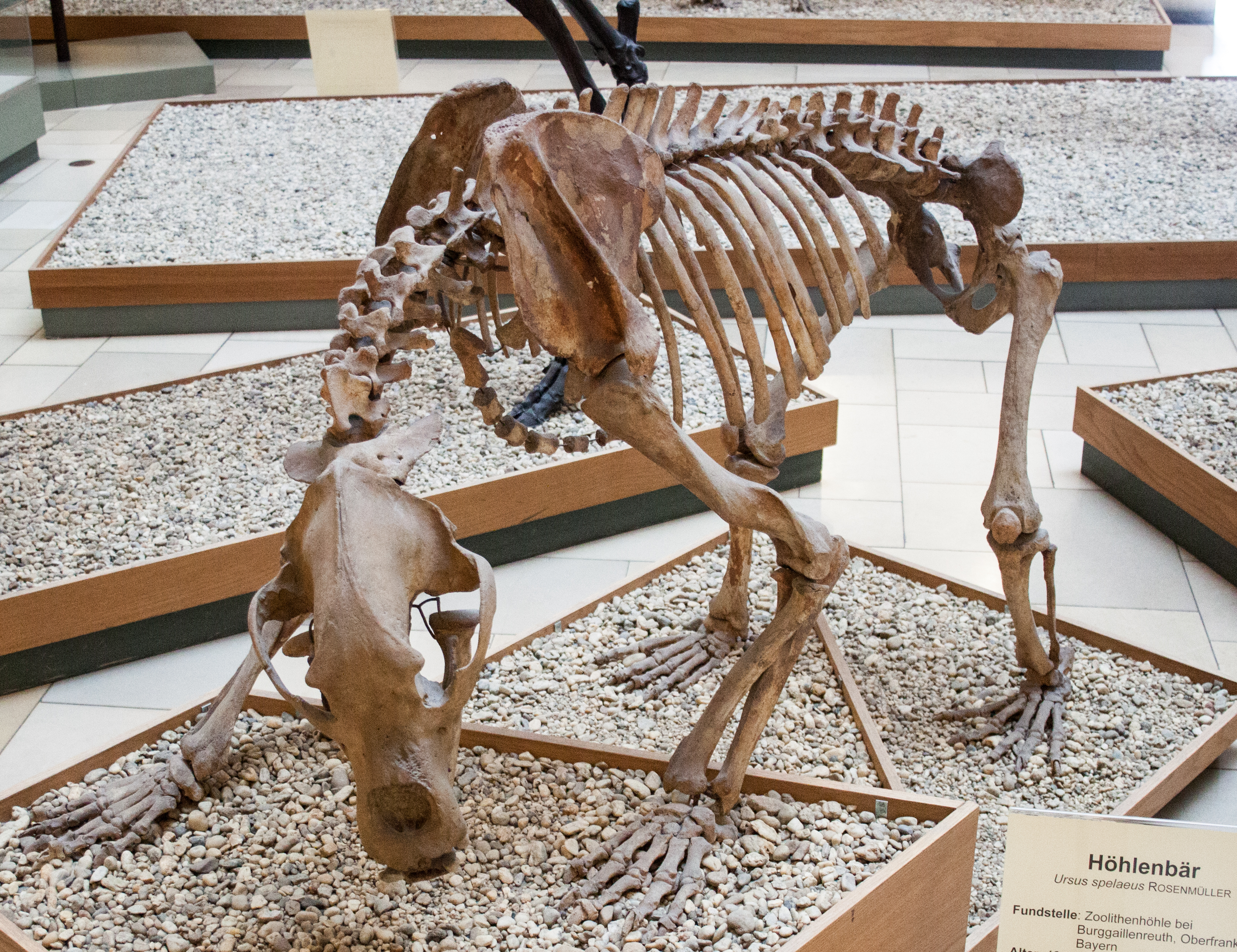
Barlangi medve

## Elhelyezkedése
A múzeum a Bajor Állami Paleontológiai és Geológiai Gyűjtemény Richard-Wagner-Straße 10. szám alatti eklektikus, Leonhard Romeis által tervezett épületének átriumában (Lichthof) működik, munkaidőben szabadon látogatható. Az épületből belső átjárón át közelíthetők meg a Müncheni Geológiai Múzeum kiállításai az egyetem szomszédos épületében.
Gyalogosan a München Hauptbahnhoftól vagy az U2 metróval a Königsplatz metrómegállótól közelíthető meg.

## Fordítás
- Ez a szócikk részben vagy egészben a Paläontologisches Museum München című német Wikipédia-szócikk ezen változatának fordításán alapul.  Az eredeti cikk szerkesztőit annak laptörténete sorolja fel. Ez a jelzés csupán a megfogalmazás eredetét és a szerzői jogokat jelzi, nem szolgál a cikkben szereplő információk forrásmegjelöléseként.